# Anthony A. Hoekema
Anthony A. Hoekema (n. 1913, Drachten, Provincia Frizia, Țările de Jos - d. 17 octombrie1988) a fost un teolog creștin ce a servit douăzeci și unu de ani ca profesor de Teologie sistematică la Seminarul Teologic Calvin.
Hoekema s-a născut în Țările de Jos, dar a imigrat în Statele Unite în 1923. A studiat la Colegiul Calvin, Universitatea Michigan, Seminarul Teologic Calvin (Th.B.) și Seminarul Teologic Princeton (Th.D., 1953). După ce a păstorit câteva biserici creștine reformate (1944-1956), a devenit profesor asociat de Biblie la Colegiul Calvin (1956-1958). Din 1958 până în 1979, când s-a pensionat, a fost profesor de Teologie sistematică la Seminarul Teologic Calvin din Grand Rapids, Michigan.
Printre lucrările sale cele mai cunoscute se numără:
- Cele patru mari culte: Scientismul creștin, Martorii lui Iehova, Mormonismul, Adventismul de Ziua a Șaptea (The Four Major Cults: Christian Science, Jehovah's Witnesses, Mormonism, Seventh-Day Adventism, 1963)
- Vorbirea în limbi (What about Tongue-Speaking?, 1966)
- Botezul cu Duhul Sfânt (Holy Spirit Baptism, 1972)
- Biblia și viitorul (The Bible and the Future, 1979)